# EA Sports
EA Sports – marka używana przez Electronic Arts od 1993 roku, która tworzy i rozwija sportowe gry wideo. Na początku chwyt marketingowy Electronic Arts, którym próbował naśladować rzeczywisty styl życia sportowego sieci poprzez nazywanie siebie „EA Sports Network” (EASN) ze zdjęciami i poświadczeniami prawdziwych komentatorów, takich jak John Madden, szybko stało się logiem na okładkach takich serii gier jak NBA Live, FIFA (do 2023), NHL, Madden NFL. EA Sports najczęściej co roku wydaje nowe wersje swoich gier.
Większość gier pod tą marką jest tworzone przez EA Canada, studio Electronic Arts w Burnaby, British Columbia, a także przez EA Black Box z siedzibą w Vancouver, British Columbia i EA Tiburon z Maitland, na Florydzie. Głównym konkurentem EA Sports jest 2K Sports.
Mottem EA Sports było If it's in the game, it's in the game, później zmienione na: It's in the game. Tę strategię wymyślił Don Transeth, motto zostało napisane przez Jeffa Odiorne i Michaela Wilde’a, a głos podkładał Andrew Anthony, stało się jednym z najbardziej znanych intro gier sportowych na całym świecie.
W odróżnieniu od większości firm, EA Sports nie ma specjalnych więzi z jedną platformą, co oznacza, że wszystkie gry tego producenta są dopuszczane do największej liczby obecnie dostępnych platform i czasami wspierają konkretną platformę długo po opuszczeniu jej przez innych deweloperów. Na przykład FIFA 98, Madden NHL 98, NBA Live 98 i NBA 98 zostały wydane na Sega Genesis i Super NES w 1997 roku; Madden NFL 2005 i FIFA 2005 miały wersje na PlayStation w 2004 roku (FIFA 2005 była również ostatnim tytułem wydanym na PlayStation). NCAA Football 08 była ostatnią częścią na Xboksa wydaną w 2007 roku. Madden NFL 08 miał również wersje Xbox i GameCube wydane w 2007 roku i był to ostatni tytuł wydany na GameCube. Madden NFL 09 było ostatnim tytułem wydanym na Xboksa. Dodatkowo NASCAR Thunder 2003 i NASCAR Thunder 2004 zostały wydane nie tylko na PlayStation 2, ale także na pierwsze PlayStation. EA Sports sponsorował angielski zespół Swindon Town FC z Football League Two w latach 2009-10. Od 2009 sponsoruje on puchar Irlandii pod nazwą Ea Sports Cup.

## Gry

### Wydawane serie
| Seria               | Sport                | Pierwsze wydanie            | Aktualne wydanie             | Nadchodzące wydanie        |
| ------------------- | -------------------- | --------------------------- | ---------------------------- | -------------------------- |
| EA Sports FC        | Piłka nożna          | (2023) EA Sports FC 24      | (2024) EA Sports FC 25       | (2025) EA Sports FC 26     |
| F1                  | Formuła 1            | (2000) F1 2000              | (2023) F1 24                 |                            |
| Madden              | Futbol amerykański   | (1988) John Madden Football | (2022) Madden NFL 23         |                            |
| NHL                 | Hokej na lodzie      | (1991) NHL Hockey           | (2022) NHL 23                |                            |
| UFC                 | MMA                  | (2014) EA Sports UFC        | (2023) UFC 5                 |                            |
| EA College Football | Futbol uniwersytecki |                             |                              | (2024) EA College Football |
| PGA Tour            | Golf                 | (1990) PGA Tour Golf        | (2015) Rory McIlroy PGA Tour | (TBD) EA Sports PGA Tour   |

### Serie wydawane w przeszłości
| Series                     | Sport                 | Lata      |
| -------------------------- | --------------------- | --------- |
| Mutant League Football     | Futbol amerykański    | 1993      |
| Mutant League Hockey       | Hokej na lodzie       | 1994      |
| Mario Andretti Racing      | Wyścigi samochodowe   | 1994-1996 |
| Australian Rugby League    | Rugby Australia       | 1995      |
| Cricket                    | Krykiet               | 1996-2006 |
| Triple Play / MVP Baseball | Baseball              | 1996-2005 |
| NASCAR                     | NASCAR                | 1997-2009 |
| AFL                        | Futbol australijski   | 1997-1998 |
| FIFA Manager               | Menedżer piłki nożnej | 1997-2013 |
| FIFA                       | Piłka nożna           | 1993-2022 |
| NCAA Basketball            | Koszykówka            | 1998-2009 |
| Superbike                  | Superbike             | 1999-2000 |
| Supercars                  | Supercars             | 2002      |
| SSX                        | Snowboarding          | 2000-2012 |
| Rugby                      | Rugby union           | 2000-2007 |
| NBA Street                 | Streetball            | 2001-2007 |
| NFL Street                 | Futbol uliczny        | 2004-2006 |
| Fight Night                | Boks                  | 2004-2011 |
| FIFA Street                | Piłka nożna           | 2005-2012 |
| MVP: NCAA Baseball         | Koszykówka            | 2006-2007 |
| Arena Football             | Arena football        | 2006-2007 |
| EA Sports Active           | Ćwiczenia fizyczne    | 2009–2010 |
| Grand Slam Tennis          | Tenis                 | 2009-2012 |
| MMA                        | MMA                   | 2010      |
| NBA Live                   | Koszykówka            | 1994-2018 |